# Шерстобитов, Алексей Львович
Алексей Львович Шерстобитов (31 января 1967, Москва, РСФСР, СССР) — бывший штатный киллер Медведковской и Ореховской ОПГ. Известен как «Лёша-Солдат». На его счету 12 доказанных убийств и покушений.
С 2008 года находится в исправительной колонии строгого режима. В местах заключения занялся литературной деятельностью, пишет стихи и книги автобиографического содержания.

## Биография
Родился в Москве 31 января 1967 года в семье потомственного кадрового офицера. Активно занимался спортом, увлекался стрельбой.
После окончания школы поступил в Ленинградское высшее военное командное училище железнодорожных войск и военных сообщений им. М. В. Фрунзе на факультет военных сообщений, которое окончил в 1989 году. Во время учёбы задержал опасного преступника, за что был награждён орденом «За личное мужество». По распределению попал в Отдел специальных перевозок МВД России на Московской железной дороге, где работал в должности инспектора, а затем старшего инспектора. В 1992 году в связи с тяжёлым положением Вооружённых Сил после распада СССР уволился из рядов армии. Вначале устроился работать на железную дорогу, пытался заняться предпринимательством, затем работал телохранителем. В то время Шерстобитов увлекался силовым троеборьем и регулярно посещал спортивный зал «Бункер», находившийся в районе Медведково. Там он познакомился с бывшим старшим лейтенантом КГБ Григорием Гусятинским и президентом Федерации пауэрлифтинга России, главным тренером сборной команды России Сергеем Ананьевским. Как выяснилось, Гусятинский и Ананьевский входили в число лидеров Ореховской ОПГ и были известны в мире организованной преступности как Гриня и Культик соответственно.

### Начало преступной деятельности
Вначале Гусятинский (Гриня) поручил Шерстобитову обеспечивать безопасность нескольких торговых палаток. Вскоре ему стали поручать и убийства конкурентов. В соответствии с основной профессией получил криминальное прозвище Лёша-солдат. Первой мишенью Шерстобитова в качестве наёмного убийцы стал бывший заместитель начальника спецподразделения ОМСН Филин, к тому времени влившийся в ряды организованной преступности. 5 мая 1993 года на улице Ибрагимова Шерстобитов выстрелил по автомобилю Филина из гранатомёта «Муха». Филин и его друг, находившиеся в машине, получили лёгкие ранения и остались живы.
В 1994 году у лидера «ореховских» Тимофеева по кличке Сильвестр возник конфликт с «вором в законе» Андреем Исаевым по кличке Роспись. Шерстобитов установил начинённую взрывчаткой машину у дома Исаева на Осеннем бульваре и, когда тот вышел из подъезда и приблизился к автомобилю, произвёл подрыв. Охранник Исаева погиб, были тяжело ранены две игравшие во дворе школьницы, одна из них впоследствии умерла. Сам Исаев получил ранения, но выжил.
В то время ежемесячная зарплата штатного киллера «медведковских» составляла 2500 долларов США.
5 апреля 1994 года при выходе из Краснопресненских бань Шерстобитов из снайперской винтовки убил криминального авторитета Отари Квантришвили. Убийца использовал высокую степень конспирации. В частности, у духового окна дома, из которого он стрелял, он рассыпал окурки, подобранные около вокзала. Эти окурки были отправлены на экспертизу, результаты которой пустили следствие по ложному следу.
13 сентября 1994 года Тимофеев был убит. Гусятинский и Шерстобитов в целях безопасности временно уехали на Украину. После этой поездки Шерстобитов вместе с братьями Андреем и Олегом Пылёвыми (Малый и Саныч) договорились о ликвидации Гусятинского. Своего шефа Шерстобитов тяжело ранил в Киеве из снайперской винтовки, когда тот подошёл к окну съёмной квартиры. Гусятинский находился в коме несколько дней, после чего его отключили от аппаратов поддержания жизни. После этого Пылёвы позволили Шерстобитову собрать собственную команду из трёх человек. Одновременно выросла и зарплата — до 5000 долларов.
В январе 1997 года у Александра Таранцева, возглавлявшего «Русское золото», возник конфликт с владельцем клуба «Доллс» Иосифом Глоцером. Шерстобитов по заданию Пылёвых отправился к ночному заведению, расположенному на улице Красная Пресня, где убил Глоцера выстрелом в висок. Следующим заданием его группы стала слежка за Солоником, который после побега из СИЗО «Матросская тишина» жил в Греции. Люди Шерстобитова записали телефонный разговор, из которого стало ясно, что Сергея Ананьевского (Культик) заказали «курганские», в их число входил также и Солоник. Поэтому несколько «звеньев» орехово-медведковской ОПГ (в частности, братья Пылёвы и Сергей Буторин (Ося), почувствовавшие для себя угрозу) начали «разработку» своих бывших курганских соратников. Убийцей Солоника считается Александр Пустовалов (Саша-солдат).
В 1998 году у братьев Пылёвых в связи с распределением доходов от бизнеса возник конфликт с самим президентом компании «Русское золото» Александром Таранцевым. Шерстобитов почти четыре месяца следил за бизнесменом и понял, что тот, имея очень профессиональную охрану, практически неуязвим. Шерстобитов соорудил в ВАЗ-2104 дистанционно управляемое устройство с автоматом Калашникова. Машина была установлена у выхода из офиса «Русского золота». Спускающегося по ступенькам Таранцева Шерстобитов увидел на специальном дисплее и нажал кнопку пульта, но устройство не сработало. Автоматная очередь раздалась только через два часа, от неё погиб охранник «Русского золота», ранения получили два случайных прохожих. Таранцев остался жив.

### Арест
В правоохранительных органах о реальном существовании Шерстобитова узнали только после ареста орехово-медведковских лидеров в 2003 году, когда Олег Пылёв написал заявление с просьбой выпустить его под подписку о невыезде с обещанием найти Шерстобитова, совершившего убийство Отари Квантришвили и Глоцера. Позже Олег Пылёв написал чистосердечное признание, где впервые «слил» своего киллера. Рядовые боевики говорили на допросах о неком Лёше-солдате, но никто не знал ни его фамилии, ни как он выглядит. Следователи полагали, что Лёша-солдат — некий мифический собирательный образ. Сам Шерстобитов был крайне осторожен: не общался с рядовыми бандитами, не участвовал в их сборищах. Был мастером конспирации и перевоплощения: отправляясь на дело, всегда использовал парики, фальшивые бороды или усы. На месте преступления Шерстобитов не оставлял отпечатков пальцев, не было также и никаких свидетелей.
В 2005 году один из лидеров курганской ОПГ (она была связана с ореховской и медведковской ОПГ) Андрей Колигов, отбывавший большой срок, неожиданно вызвал к себе следователей и заявил, что некий киллер в своё время отбил у него девушку. Через неё сыщики и вышли на Шерстобитова, который был задержан 1 февраля 2006 года, когда пришёл в Боткинскую больницу навестить своего отца. При обыске на съёмной квартире Шерстобитова в Мытищах сыщики нашли несколько пистолетов и автоматов. К этому времени Шерстобитов отошёл от преступных дел[уточнить].
Состав группы:
- Алексей Шерстобитов (Солдат) — старший лейтенант внутренней службы (осуждён).
- Сергей Чаплыгин (Чип) — капитан ГРУ МО (убит своими за пьянство).
- Александр Погорелов (Санчес) — капитан ГРУ МО (осуждён).
- Сергей Вилков — капитан Внутренних войск (осуждён).

### Личная жизнь
Был женат дважды, но недолго. Имеет по одному ребёнку от каждого брака — сына Илью и дочь.
9 июня 2016 года Шерстобитов женился в исправительной колонии Липецкой области, где он отбывает срок. Его супругой стала 31-летняя патологоанатом из Санкт-Петербурга по имени Марина. Перед церемонией молодожёны устроили фотосессию, для которой оделись в костюмы гангстеров времён «сухого закона» в США, фотографии попали в социальные сети, после чего были опубликованы в российских СМИ. В колонию приехал сотрудник ЗАГС. Процедура регистрации прошла в комнате заместителя начальника по воспитательной части ИТК. 20 июня 2024 года было сообщено что Шерстобитов развелся со своей нынешней женой Мариной. Поскольку у супругов не было общих детей и имущества решение о разводе судом было принято заочно.

## Приговоры Мосгорсуда
2 февраля 2006 года — арест, далее 4 года нахождения в СИЗО 99/1.
Обвинялся в совершении 12 убийств и покушений на убийство, а также более чем по десяти другим статьям Уголовного кодекса.
 Первый суд 
- Вердикт присяжных от 22 февраля 2008 года: «Виновен, не достоин снисхождения».
- Приговор Мосгорсуда от 3 марта 2008 года — 13 лет строгого режима, судья Зубарев А. И.

 Второй суд 
- Вердикт присяжных от 24 сентября 2008 года: «Виновен, достоин снисхождения».
- Приговор Мосгорсуда от 29 сентября 2008 года — 23 года строгого режима. Судья Штундер П. Е.

Срок сложением приговоров — 23 года лишения свободы в колонии строгого режима с оставлением звания и наград.
На суде Шерстобитов заявил, что полностью признаёт свою вину, но попросил о снисхождении. В частности, в своё оправдание привёл такие доводы: он отказался взрывать 30 участников измайловской группировки, спас жизнь одной предпринимательнице, не став её устранять, а выйдя из преступного сообщества, занимался мирным ремеслом — работал штукатуром. Шерстобитов часто шёл вразрез с интересами преступного сообщества и его руководителей, отказываясь от устранения (или затягивая согласие) некоторых неугодных им лиц, таких как В. Деменков, Г. Сотникова, А. Полунин, Т. Трифонов. Кроме того, он не стал инициировать взрывное устройство на Введенском кладбище Москвы, когда там отмечалась годовщина смерти Шухата, что подтверждается материалами уголовного дела (постановление об отказе в возбуждении уголовного дела от 25 июня 2007 года).

## Книги
- Шерстобитов Алексей. Ликвидатор. Исповедь легендарного киллера. — Книжный мир, 2013. — 416 с. — ISBN 978-5-8041-0616-5.
- Шерстобитов Алексей. Ликвидатор. Книга вторая. Пройти через невозможное. Исповедь легендарного киллера. — Книжный мир, 2014. — 416 с. — ISBN 978-5-8041-0668-4.
- Шерстобитов Алексей. Шкура дьявола. — Книжный мир, 2015. — ISBN 978-5-8041-0762-9.
- «Чужая жена» (2016)
- «Отец умер» (2016)
- «Неприкаянный Ангел» (2017)
- «Воспоминания живучего пузожителя» (2017)
- «Онколига» (2017)
- «Дневники обреченных» (2018)
- «Ликвидатор. Книга 3. И киллеру за державу обидно» (2018)[10]
- «Демон на Явони» (2018)
- «Демянские хроники» (2018)

## В массовой культуре
- В 2010 году вышел сериал «Банды»[11], в основу которого легло автобиографическое интервью, записанное в СИЗО 99/1, но с большой долей художественного вымысла. Роль Алексея Швецова, списанного с Шерстобитова, исполнил актёр Владимир Епифанцев.
- На некоторых жизненных фактах и романтической истории, перекликающейся с судьбой Шерстобитова, был основан художественный фильм «Slove. Прямо в сердце»[12].
- В сериале «Бандитский Петербург 4. Арестант» снайпер Бражник (в исполнении актёра Артёма Баконина) убивает Гургена.

## Комментарии
1. ↑  Покушение носило явные признаки работы военного профессионала: «Мерседес» Сильвестра был уничтожен с помощью мощного взрывного устройства. Лидера «ореховских» опознали лишь по обломку челюсти. Виновные найдены не были.